# Gales Ferry
Gales Ferry es un lugar designado por el censo ubicado en el condado de New London en el estado estadounidense de Connecticut. En el año 2020 tenía una población de 1.159 habitantes y una densidad poblacional de 370 personas por km².

## Geografía
Gales Ferry se encuentra ubicado en las coordenadas 41°25′48″N 72°5′38″O / 41.43000, -72.09389.